# Amadeu Pitarch Chiveali
Amadeu Pitarch Chiveali va ser un poeta català del segle xx.
Estigué en contacte amb els cercles culturals de Castelló de la Plana del corrent literari que impulsava una creació literària localista per expressar un particularisme propi enfront d'un cercla cultural més renovador que aspirava a assumir nous supòsits estètics.
Amb altres poetes com Enric Ribés Sangüesa, Francesc Alloza, Lleonard Mingarro o Joan B. Valls van basar la seva escriptura en el patrimoni idíl·lic reverenciat d'inspiració renaixentista amb una poesia escrita des de l'enyor qu emostra la feina i els costums típics del poble i la tradició.
La seva poesia és de to jocfloralesc i de temàtica popular, com la resta del seu cercle cultural. Pitarch publicà la seva obra en revistes disperses de l'època. A Visions i cants d'un pastor (1914) recull l'obra poètica que havia publicat fins a aquell moment. Sota el mestratge de Teodor Llorente. Entre les composicions marianes va fer A la Verge del Lledó o Lloada sia la Verge.